# Sieben Schmerzen Mariens (Wessental)

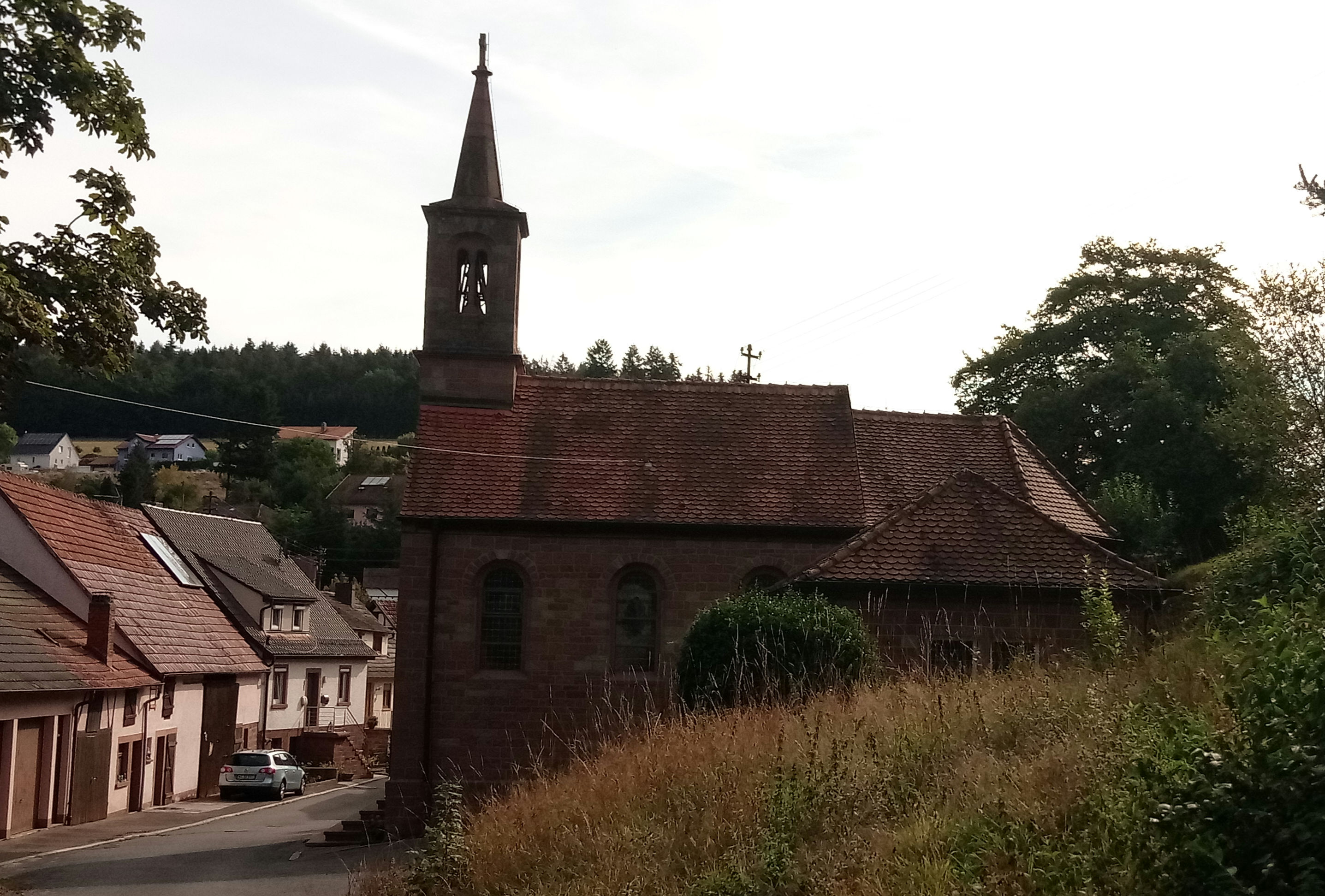
Kath. Kirche Sieben Schmerzen Mariens in Wessental

Die römisch-katholische Filialkirche Sieben Schmerzen Mariens in Wessental, einem Stadtteil von Freudenberg im Main-Tauber-Kreis, wurde im Jahre 1875 errichtet und ist dem Gedenken der sieben Schmerzen Mariens (der Mutter Jesu) geweiht. Es handelt sich um einen schlichten Bau mit Dachreiter und polygonalem Chor. Die Kirche ist ein Kulturdenkmal der Stadt Freudenberg. Die Kirche der Sieben Schmerzen Mariens ist eine Filialgemeinde der katholischen Kirchengemeinde Rauenberg und gehört zur Seelsorgeeinheit Freudenberg, die dem Dekanat Tauberbischofsheim des Erzbistums Freiburg zugeordnet ist.